# Woodward Stakes
Groupe 2

Les Woodward Stakes est une course hippique de plat se déroulant au mois d'août sur l'hippodrome de Belmont Park dans l'État de New York aux États-Unis.

## Histoire
Créée en 1954, nommée en hommage au grand propriétaire-éleveur William Woodward (l'homme de Gallant Fox et Omaha), disparu l'année précédente, la course est d'abord disputée sur l'hippodrome d'Aqueduct, puis s'installe à Belmont Park où elle reviendra en 2021 après un exil à Saratoga entre 2006 et 2020. Groupe 1 depuis l'introduction du système des courses de groupe en 1973, elle est rétrogradée en groupe 2 à partie de 2023.
C'est une course réservée aux chevaux de 3 ans et plus, disputée actuellement sur la distance de 1 800 mètres, piste en sable, après avoir connu plusieurs évolutions de distance au fil des ans. L'épreuve est dotée de 750 000 dollars. Les Woodward Stakes ont longtemps été un rendez-vous majeur du calendrier des courses américaines, à l'image de l'édition légendaire de 1967 qui vit s'y affronter Damascus, Buckpasser et Dr. Fager (ils terminèrent dans cet ordre). De nombreux champions se sont illustrés dans cette course, parfois à plusieurs reprises tels Forego (quatre victoires), Kelso (trois victoires), Slew o' Gold et Cigar (un doublé chacun). Également au palmarès, citons les vainqueurs de la Triple Couronne Affirmed et Seattle Slew (Secretariat, lui, y fut défait en 1973 par Prove Out) ou encore Spectacular Bid, qui y fit un "walkover", c'est-à-dire une course sans adversaires, en 1980. Seules deux juments se sont adjugées la course, Rachel Alexandra et Havre de Grace. 

## Palmarès 1987-2022
| Année | Vainqueur          | S/A | Pays        | Père             | Jockey             | Entraîneur             | Propriétaire                        | Deuxième         | Troisième          | Temps   |
| ----- | ------------------ | --- | ----------- | ---------------- | ------------------ | ---------------------- | ----------------------------------- | ---------------- | ------------------ | ------- |
| 2022  | LIfe is Good       | M.4 | États-Unis  | Into Mischief    | Irad Ortiz, Jr.    | Todd Pletcher          | CHC Inc & WinStar Farm LLC          | Law Professor    | Keepmeinmind       | 1'49"57 |
| 2021  | Art Collector      | M.4 | États-Unis  | Bernardini       | Luis Saez          | William I. Mott        | Bruce Lunsford                      | Maxfield         | Dr Post            | 1'49"22 |
| 2020  | Global Campaign*   | M.4 | États-Unis  | Curlin           | Luis Saez          | Stanley M. Hough       | Sagamore Farm & WinStar Farm        | Tacitus          | Prioritize         | 2'01"00 |
| 2019  | Preservationist    | M.6 | États-Unis  | Arch             | Junior Alvarado    | Jimmy Jerkens          | Centennial Farms                    | Bal Harbour      | Yoshida            | 1'48"11 |
| 2018  | Yoshida            | M.4 | États-Unis  | Heart's Cry      | Joel Rosario       | William I. Mott        | WinStar Farm, China Horse Club & Co | Gunnevera        | Leofric            | 1'48"94 |
| 2017  | Gun Runner         | M.4 | États-Unis  | Candy Ride       | Florent Géroux     | Steve Asmussen         | Three Chimney & Winchell            | Rally Cry        | Neolithic          | 1'47"43 |
| 2016  | Shaman Ghost       | M.4 | Canada      | Ghostzapper      | Javier Castellano  | Jimmy Jerkens          | Stronach Stables                    | Mubtaahij        | Frosted            | 1'48"92 |
| 2015  | Liam's Map         | M.4 | États-Unis  | Unbridled's Song | Javier Castellano  | Todd Pletcher          | T. Viola Racing Stables             | Coach Inge       | Wicked Strong      | 1'47"44 |
| 2014  | Itsmyluckyday      | M.4 | États-Unis  | Langfuhr         | Paco Lopez         | Edward Plesa, Jr.      | Trilogy Stable / L. Plesa           | Moreno           | Prayer For Relief  | 1'48"84 |
| 2013  | Alpha              | M.4 | États-Unis  | Bernardini       | John R. Velasquez  | Kiaran McLaughlin      | Godolphin Stables                   | Flat Out         | Successful Dan     | 1'49"28 |
| 2012  | To Honor And Serve | M.4 | États-Unis  | Bernardini       | John R. Velasquez  | William Mott           | Live Oak Plantation                 | Mucho Macho Man  | Cease              | 1'48"56 |
| 2011  | Havre de Grace     | F.4 | États-Unis  | Saint Liam       | Ramon A. Dominguez | J. Larry Jones         | Rick Porter                         | Flat Out         | Rule               | 1'49"18 |
| 2010  | Quality Road       | M.4 | États-Unis  | Elusive Quality  | John Velazquez     | Todd Pletcher          | Edward P. Evans                     | Mythical Power   | Tranquil Manner    | 1'50"00 |
| 2009  | Rachel Alexandra   | F.3 | États-Unis  | Medaglia d'Oro   | Calvin Borel       | Steve Asmussen         | Stonestreet Stables                 | Macho Again      | Bullsbay           | 1'48"29 |
| 2008  | Curlin             | M.4 | États-Unis  | Smart Strike     | Robby Albarado     | Steve Asmussen         | Stonestreet Stables                 | Past The Point   | Wanderin Boy       | 1'49"34 |
| 2007  | Lawyer Ron         | M.4 | États-Unis  | Langfuhr         | John Velazquez     | Todd Pletcher          | Hines Racing LLC                    | Sun King         | Diamond Stripes    | 1'48"60 |
| 2006  | Premium Tap        | M.4 | États-Unis  | Pleasant Tap     | Kent Desormeaux    | John Kimmel            | Kline, Alevizos, Whelihan           | Second Of June   | Sun King           | 1'50"65 |
| 2005  | Saint Liam         | M.5 | États-Unis  | Saint Ballado    | Jerry D. Bailey    | Richard E. Dutrow, Jr. | W. K. Warren, Jr.                   | Sir Shackleton   | Commentator        | 1'49"07 |
| 2004  | Ghostzapper        | M.4 | États-Unis  | Awesome Again    | Javier Castellano  | Robert J. Frankel      | Stronach Stables                    | Saint Liam       | Bowman's Band      | 1'46"20 |
| 2003  | Mineshaft          | M.4 | Royaume-Uni | A.P.Indy         | Robby Albarado     | Neil J. Howard         | Farish, Elkins, Webber              | Hold That Tiger  | Puzzlement         | 1'46"20 |
| 2002  | Lido Palace        | M.5 | Chili       | Rich Man's Gold  | Jorge F. Chavez    | Robert J. Frankel      | Amerman Racing Stable               | Gander           | Express Tour       | 1'47"60 |
| 2001  | Lido Palace        | M.4 | Chili       | Rich Man's Gold  | Jerry D. Bailey    | Robert J. Frankel      | John W. Amerman                     | Albert The Great | Tiznow             | 1'47"40 |
| 2000  | Lemon Drop Kid     | M.4 | États-Unis  | Kingmambo        | Edgar Prado        | Scotty Schulhofer      | Jeanne G. Vance                     | Behrens          | Gander             | 1'50"40 |
| 1999  | River Keen         | M.7 | Irlande     | Keen             | Chris Antley       | Bob Baffert            | Hugo Reynolds                       | Almutawakel      | Stephen Got Even   | 1'46"80 |
| 1998  | Skip Away          | M.5 | États-Unis  | Skip Trial       | Jerry D. Bailey    | Hubert Hine            | Carolyn H. Hine                     | Gentlemen        | Running Stag       | 1'47"80 |
| 1997  | Formal Gold        | M.4 | Canada      | Black Tie Affair | Kent Desormeaux    | William W. Perry       | John D. Murphy                      | Skip Away        | Wills Way          | 1'47"40 |
| 1996  | Cigar              | M.6 | États-Unis  | Palace Music     | Jerry D. Bailey    | William I. Mott        | Allen E. Paulson                    | L'Carriere       | Golden Larch       | 1'47"00 |
| 1995  | Cigar              | M.5 | États-Unis  | Palace Music     | Jerry D. Bailey    | William I. Mott        | Allen E. Paulson                    | Star Standard    | Golden Larch       | 1'47"00 |
| 1994  | Holy Bull          | M.3 | États-Unis  | Great Above      | Mike E. Smith      | Warren A. Croll, Jr.   | Warren A. Croll, Jr.                | Devil His Due    | Colonial Affair    | 1'46"80 |
| 1993  | Bertrando          | M.4 | États-Unis  | Skywalker        | Gary Stevens       | Robert J. Frankel      | Edward Nahem                        | Devil His Due    | Valley Crossing    | 1'47"00 |
| 1992  | Sultry Song        | M.4 | États-Unis  | Cox's Ridge      | Jerry D. Bailey    | Patrick J. Kelly       | Live Oak Plantation                 | Pleasant Tap     | Out of Place       | 1'47"00 |
| 1991  | In Excess          | M.4 | États-Unis  | Siberian Express | Gary Stevens       | Bruce Jackson          | Jack J. Munari                      | Farma Way        | Festin             | 1'46"20 |
| 1990  | Dispersal          | M.4 | États-Unis  | Sunny's Halo     | Chris Antley       | Grover G. Delp         | Tom Meyerhoff                       | Quiet American   | Rhythm             | 1'45"80 |
| 1989  | Easy Goer          | M.3 | États-Unis  | Alydar           | Pat Day            | Shug McGaughey         | Ogden Phipps                        | It's Acedemic    | Forever Silver     | 2'01"00 |
| 1988  | Alysheba           | M.4 | États-Unis  | Alydar           | Chris McCarron     | Jack Van Berg          | Dorothy Scharbauer                  | Forty Niner      | Waquoit            | 1'59"40 |
| 1987  | Polish Navy        | M.3 | États-Unis  | Danzig           | Randy Romero       | Shug McGaughey         | Ogden Phipps                        | Gulch            | Creme Fraiche      | 1'47"00 |
| 1986  | Precisionist       | M.5 | États-Unis  | Crozier          | Chris McCarron     | Ross Fenstermaker      | Fred W. Hooper                      | Lady's Secret    | Personal Flag      | 1'46"00 |
| 1985  | Track Barron       | M.4 | États-Unis  | Buckfinder       | Angel Cordero, Jr. | LeRoy Jolley           | Peter M. Brant                      | Vanlandingham    | Chief's Crown      | 1'46"60 |
| 1984  | Slew o' Gold       | M.4 | États-Unis  | Seattle Slew     | Angel Cordero, Jr. | John O. Hertler        | Equusequity Stable                  | Shifty Sheik     | Bet Big            | 1'47"80 |
| 1983  | Slew o' Gold       | M.3 | États-Unis  | Seattle Slew     | Angel Cordero, Jr. | John O. Hertler        | Equusequity Stable                  | Bates Motel      | Sing Sing          | 1'46"60 |
| 1982  | Island Whirl       | M.4 | États-Unis  | Pago Pago        | Angel Cordero, Jr. | D. Wayne Lukas         | Elcee-H Stable                      | Silver Buck      | Silver Supreme     | 1'46"80 |
| 1981  | Pleasant Colony    | M.3 | États-Unis  | His Majesty      | Angel Cordero, Jr. | John P. Campo          | Buckland Farm                       | Amber Pass       | Herb Water         | 1'47"20 |
| 1980  | Spectacular Bid    | M.4 | États-Unis  | Bold Bidder      | Bill Shoemaker     | Grover G. Delp         | Hawksworth Farm                     |                  |                    | 2'02"40 |
| 1979  | Affirmed           | M.4 | États-Unis  | Exclusive Native | Laffit Pincay, Jr. | Lazaro S. Barrera      | Harbor View Farm                    | Coastal          | Czaravich          | 2'01"60 |
| 1978  | Seattle Slew       | M.4 | États-Unis  | Bold Reasoning   | Angel Cordero, Jr. | Douglas Peterson       | Tayhill Stable                      | Exceller         | It's Freezing      | 2'00"00 |
| 1977  | Forego             | H.7 | États-Unis  | Forli            | Bill Shoemaker     | Frank Y. Whiteley, Jr. | Lazy F. Ranch                       | Silver Series    | Great Contractor   | 1'48"00 |
| 1976  | Forego             | H.6 | États-Unis  | Forli            | Bill Shoemaker     | Frank Y. Whiteley, Jr. | Lazy F. Ranch                       | Dance Spell      | Honest Pleasure    | 1'45"80 |
| 1975  | Forego             | H.5 | États-Unis  | Forli            | Heliodoro Gustines | Sherrill W. Ward       | Lazy F. Ranch                       | Wajima           | Group Plan         | 2'27"20 |
| 1974  | Forego             | H.4 | États-Unis  | Forli            | Heliodoro Gustines | Sherrill W. Ward       | Lazy F. Ranch                       | Arbees Boy       | Group Plan         | 2'27"40 |
| 1973  | Prove Out          | M.4 | États-Unis  | Graustark        | Jorge Velásquez    | H. Allen Jerkens       | Hobeau Farm                         | Secretariat      | Cougar             | 2'25"80 |
| 1972  | Key To The Mint    | M.3 | États-Unis  | Graustark        | Braulio Baeza      | J. Elliott Burch       | Rokeby Stable                       | Autobiography    | Summer Guest       | 2'28"40 |
| 1971  | West Coast Scout   | M.3 | États-Unis  | Sensitivo        | John L. Rotz       | Mervin Marks           | Oxford Stable                       | Tinajero         | Cougar (1er rétr.) | 2'00"40 |
| 1970  | Personality        | M.3 | États-Unis  | Hail To Reason   | Eddie Belmonte     | John W. Jacobs         | Ethel D. Jacobs                     | Hydrologist      | Twogundan          | 2'01"80 |
| 1969  | Arts and Letters   | M.3 | États-Unis  | Ribot            | Braulio Baeza      | J. Elliott Burch       | Rokeby Stable                       | Nodouble         | Verbatim           | 2'01"00 |
| 1968  | Mr. Right          | M.5 | États-Unis  | Auditing         | Heliodoro Gustines | Evan S. Jackson        | Cheray Duchin                       | Damascus         | Grace Born         | 2'03"00 |
| 1967  | Damascus           | M.3 | États-Unis  | Sword Dancer     | Bill Shoemaker     | Frank Y. Whiteley Jr.  | Edith W. Bancroft                   | Buckpasser       | Dr. Fager          | 2'00"60 |
| 1966  | Buckpasser         | M.3 | États-Unis  | Tom Fool         | Braulio Baeza      | Edward A. Neloy        | Ogden Phipps                        | Royal Gunner     | Buffle             | 2'02"80 |
| 1965  | Roman Brother      | H.4 | États-Unis  | Third Brother    | Braulio Baeza      | Burley Parke           | Harbor View Farm                    | Royal Gunner     | Malicious          | 2'01"80 |
| 1964  | Gun Bow            | M.4 | États-Unis  | Gun Shot         | Walter Blum        | Edward A. Neloy        | Gedney Farm                         | Kelso            | Quadrangle         | 2'02"40 |
| 1963  | Kelso              | H.6 | États-Unis  | Your Host        | Ismael Valenzuela  | Carl Hanford           | Bohemia Stable                      | Never Bend       | Crimson Satan      | 2'00"80 |
| 1962  | Kelso              | H.5 | États-Unis  | Your Host        | Ismael Valenzuela  | Carl Hanford           | Bohemia Stable                      | Jaipur           | Guadalcanal        | 2'03"20 |
| 1961  | Kelso              | H.4 | États-Unis  | Your Host        | Eddie Arcaro       | Carl Hanford           | Bohemia Stable                      | Divine Comedy    | Carry Back         | 2'00"00 |
| 1960  | Sword Dancer       | M.4 | États-Unis  | Sunglow          | Eddie Arcaro       | J. Elliott Burch       | Brookmeade Stable                   | Dotted Swiss     | Bald Eagle         | 2'01"20 |
| 1959  | Sword Dancer       | M.3 | États-Unis  | Sunglow          | Eddie Arcaro       | J. Elliott Burch       | Brookmeade Stable                   | Hillsdale        | Round Table        | 2'04"40 |
| 1958  | Clem               | M.4 | États-Unis  | Shannon          | Bill Shoemaker     | William W. Stephens    | Adele L. Rand                       | Nadir            | Reneged            | 2'01"00 |
| 1957  | Dedicate           | M.5 | États-Unis  | Princequillo     | Bill Hartack       | G. Carey Winfrey       | Jan Burke                           | Gallant Man      | Bold Ruler         | 2'01"00 |
| 1956  | Mister Gus         | M.5 | États-Unis  | Nasrullah        | Ismael Valenzuela  | Charlie Whittingham    | Gustave Ring                        | Nashua           | Jet Action         | 2'03"00 |
| 1955  | Traffic Judge      | M.3 | États-Unis  | Alibhai          | Eddie Arcaro       | Woody Stephens         | Clifford Mooers                     | Paper Tiger      | Dedicate           | 1'48"20 |
| 1954  | Pet Bully          | M.6 | États-Unis  | Petrose          | Bill Hartack       | Tommy Kelly            | Ada L. Rice                         | Joe Jones        | Impasse            | 1'35"60 |